# Moranbong
Moranbong o Colina Moran (모란봉)  forma un parque ubicado en el centro de Pionyang, la capital de Corea del Norte. Su cumbre de 312 pies (95 m) es la ubicación de la Torre de Televisión de Pionyang.
Hay múltiples estructuras monumentales ubicadas en Colina Moran. Incluyen el Arco de Triunfo de Pionyang, el Estadio Kim Il-sung y el Sitio Revolucionario de Kaeson. Al pie de la colina se encuentra el Sitio Revolucionario de Jonsung, que transmite los "logros revolucionarios" del presidente Kim Il-sung y el Sitio Revolucionario de Hungbu, que está asociado con la historia del líder Kim Jong-il e incluye árboles con consignas escritas durante el lucha revolucionaria por la independencia.
El área que rodea la colina es ahora un área de recreación, que incluye el Teatro Moranbong, el Parque Juvenil Kaeson, un teatro al aire libre en el Parque Juvenil, el Restaurante Moran, una exhibición de forestación y un pequeño zoológico. El restaurante Okryu también se encuentra cerca.